# Диференціальне рівняння параболічного типу
Диференціа́льне рівня́ння параболі́чного ти́пу — один із трьох можливих випадків диференціального рівняння другого порядку в частинних похідних з двома змінними, що в математичній фізиці використовується для опису процесів розпливання, дифузії, теплопровідності. 
Якщо диференціальне рівняння другого порядку в частинних похідних в загальній формі 
{\displaystyle a_{11}{\frac {\delta ^{2}u}{\delta x^{2}}}+2a_{12}{\frac {\delta ^{2}u}{\delta x\delta y}}+a_{22}{\frac {\delta ^{2}u}{\delta y^{2}}}+F_{0}\left(x,y,u,{\frac {\delta u}{\delta x}},{\frac {\delta u}{\delta y}}\right)=0\ \ (1)}
параболічне, то 
{\displaystyle D=a_{12}^{2}-a_{11}a_{22}=0}.
Тоді воно має канонічну форму: 
{\displaystyle {\frac {\delta ^{2}u}{\delta \eta ^{2}}}+F_{4}\left(\xi ,\eta ,{\frac {\delta u}{\delta \xi }},{\frac {\delta u}{\delta \eta }}\right)=0}
Диференціальні рівняння характеристик збігаються, й існує один загальний інтеграл {\displaystyle \varphi (x,y)=C}. Як наслідок {\displaystyle \xi =\varphi (x,y),\eta =\psi (x,y)}, де {\displaystyle \psi } — двічі неперервно-диференційовна функція, яка не перетворює в нуль коефіцієнти при {\displaystyle {\frac {\delta ^{2}u}{\delta \eta ^{2}}}}.
Найпростішим видом параболічного рівняння є рівняння теплопровідності: 
{\displaystyle {\frac {\partial u}{\partial t}}={\frac {\partial ^{2}u}{\partial x^{2}}}}.